# Zvjezdoglavka
Zvjezdoglavka (udovičica, prženica, srabljivka, gomoljika, strilica; lat. Scabiosa), rod trajnica i jednogodišnjeg bilja iz porodice kozokrvnica smješten u tribus Scabioseae. Postoji šezdesetak vrsta raširenih po Europi, Aziji i Africi. U Hrvatskoj postoji nekoliko vrsta: sivkasta zvjezdoglavka, golublja zvjezdoglavka, svjetlucava zvjezdoglavka i druge.
Drugi izvori ovaj rod uključuju u porodicu češljugovki Dipsacaceae, danas potporodica Dipsacoideae. 
Vrste roda Sixalix, uklopljene su u ovaj rod.

## Opis
Rod Scabiosa, također nazvan “jastučasti cvijet”, rod od oko 30 vrsta jednogodišnjih i višegodišnjih zeljastih biljaka iz obitelji kozokrvnica (Caprifoliaceae). Porijeklom su iz umjerene Euroazije, mediteranske regije i planina istočne Afrike. Neke su važne vrtne biljke.
Sve vrste imaju bazalne lisne rozete i lisnate stabljike koje mogu biti dlakave ili glatke. Cvjetne glavice imaju mnogo zbijenih, malih, peterokrakih, uglavnom dvospolnih cvjetova. U vanjskom prstenu nalaze se veći ženski cvjetovi, a ispod svake cvjetne glavice nalazi se krug lisnatih brakteja. Čaška (formirana od čašičnih listova) je postojana i ostaje na jednosjemenom plodu nakon što se odbaci s biljke.

### Glavne vrste
“Jastučasti cvijet”, koji se naziva i “žalosna nevjesta” (Scabiosa atropurpurea), južnoeuropska je jednogodišnja biljka s duboko izrezanim bazalnim lišćem i perastim lišćem stabljike, daje mirisne cvjetne glavice od 5 cm (2 inča) u bijeloj, ružičastoj, grimizna, plava ili duboko ljubičasta boja mahagonija. Visok je oko 1 metar (3 stope).
“Mala srabljivka” ili golublja zvjezdoglavka (S. columbaria; poznata i kao “patuljasti jastučasti cvijet”), iz Euroazije i Afrike, doseže 60 cm. To je trajnica s nazubljenim izduženo ovalnim prizemnim listovima i rezanim listovima stabljike. Svijetloplavi cvjetovi promjera su 3,5 cm.
Višegodišnja srabljivka (S. caucasica), iz jugoistočne Europe, naraste do 75 cm. Ima uske bazalne listove s glatkim rubovima daje svijetloplave cvjetove do 8 cm u promjeru.

## Vrste
1. Scabiosa africana L.
2. Scabiosa albanensis R.A.Dyer
3. Scabiosa andryalifolia (Pau) Devesa
4. Scabiosa angustiloba (Sond.) B.L.Burtt ex Hutch.
5. Scabiosa arenaria Forssk.
6. Scabiosa atropurpurea L., oštrocvjetna zviezdoglavka
7. Scabiosa austroafricana Heine
8. Scabiosa balcanica (Velen.) Velen.
9. Scabiosa × beauverdiana Palez.
10. Scabiosa bipinnata K.Koch
11. Scabiosa buekiana Eckl. & Zeyh.
12. Scabiosa canescens Waldst. & Kit., sivkasta zvjezdoglavka
13. Scabiosa cartenniana A.Pons & Quézel
14. Scabiosa cephalarioides Lojac.
15. Scabiosa cinerea Lapeyr. ex Lam.
16. Scabiosa colchica Steven
17. Scabiosa columbaria L., golublja zvjezdoglavka
18. Scabiosa comosa Fisch. ex Roem. & Schult.
19. Scabiosa correvoniana Sommier & Levier
20. Scabiosa corsica (Litard.) Gamisans
21. Scabiosa crinita Kotschy & Boiss.
22. Scabiosa daucoides Desf.
23. Scabiosa drakensbergensis B.L.Burtt
24. Scabiosa eremophila Boiss.
25. Scabiosa farinosa Coss.
26. Scabiosa fumarioides Vis. & Pančić
27. Scabiosa galianoi Devesa, Ortega Oliv. & J.López
28. Scabiosa georgica Sulak.
29. Scabiosa holosericea Bertol.
30. Scabiosa imeretica Sulak.
31. Scabiosa incisa Mill.
32. Scabiosa japonica Miq.
33. Scabiosa jezoensis Nakai
34. Scabiosa lacerifolia Hayata
35. Scabiosa lachnophylla Kitag.
36. Scabiosa libyca Alavi
37. Scabiosa lucida Vill., svjetlucava zvjezdoglavka
38. Scabiosa × lucidula Beck
39. Scabiosa meskhetica Schchian
40. Scabiosa mollissima Viv.
41. Scabiosa nitens Roem. & Schult.
42. Scabiosa ochroleuca L., žućkastobijela zvjezdoglavka
43. Scabiosa owerinii Boiss.
44. Scabiosa paphlagonica Bornm.
45. Scabiosa parielii Maire
46. Scabiosa parviflora Desf.
47. Scabiosa praemontana Privalova
48. Scabiosa pyrenaica All.
49. Scabiosa semipapposa Salzm. ex DC.
50. Scabiosa silenifolia Waldst. & Kit., busenasta zvjezdoglavka
51. Scabiosa solymica (Parolly, Eren & Nordt) Göktürk
52. Scabiosa sosnowskyi Sulak.
53. Scabiosa taygetea Boiss. & Heldr.
54. Scabiosa tenuis Spruner ex Boiss.
55. Scabiosa tenuisecta Jord.
56. Scabiosa thysdrusiana Le Houér.
57. Scabiosa transvaalensis S.Moore
58. Scabiosa triandra L.
59. Scabiosa triniifolia Friv.
60. Scabiosa turolensis Pau
61. Scabiosa tysonii L.Bolus
62. Scabiosa velenovskiana Bobrov
63. Scabiosa vestina Facchini ex W.D.J.Koch
64. Scabiosa webbiana D.Don

## Sinonimi
- Acura Hill
- Anisodens Dulac
- Asterocephalus Zinn
- Astrocephalus Raf.
- Chetastrum Neck.
- Columbaria J.Presl & C.Presl
- Cyrtostemma (Mert. & W.D.J.Koch) Spach
- Euptilia Raf.
- Gonokeros Raf.
- Pentena Raf.
- Scabiosella Tiegh.
- Sclerostemma Schott
- Sixalix Raf.
- Spongostemma (Rchb.) Rchb.
- Trichopteris Neck.
- Trochocephalus (Mert. & W.D.J.Koch) Opiz